# 科爾馬克·墨菲-奧康納
科爾馬克·墨菲-奧康納（英語：Cormac Murphy-O'Connor；1932年8月24日—2017年9月1日）是英國籍天主教已故司鐸級樞機及威斯敏斯特总教区榮休總主教。

## 生平
科爾馬克生於1932年8月24日，英國英格蘭東南區域伯克郡的自治市鎮雷丁。然後，他開始在羅馬英語學院學習，在1950年在那裡他獲得了神學神職人員學位。此後，他在宗座額我略大學獲得了哲學和神聖神學執照。他於1956年10月28日，在普利茅斯教區晉鐸。
1977年12月21日晉牧，並被時任教宗若望·保祿二世任命為阿倫德爾暨布萊頓教區主教。1982年至2000年，他是聖公會-天主教國際委員會聯合主席。2000年3月22日，改任命為威斯敏斯特总教区總主教。
2001年2月21日被任為司鐸級樞機，領神廟遺址聖母堂區司鐸銜。他被任命為聖座禮儀及聖事部、使徒遺產管理局、宗座研究組織與經濟問題的理事會和宗座家庭理事會成員。
他曾參與2005年教宗選舉秘密會議，當時選出的是教宗本篤十六世。直到2009年4月3日榮休，及由文森特·傑拉德·尼科爾斯樞機接替成為威斯敏斯特总教区正權總主教。